# فیربانکس (مینه‌سوتا)
فیربانکس (به انگلیسی: Fairbanks) یک منطقهٔ مسکونی در ایالات متحده آمریکا است که در شهرستان سنت لوئیس، مینه‌سوتا واقع شده‌است. فیربانکس ۱۰ نفر جمعیت دارد و ۵۰۴٫۱۵ متر بالاتر از سطح دریا واقع شده‌است.